# Bambipriset

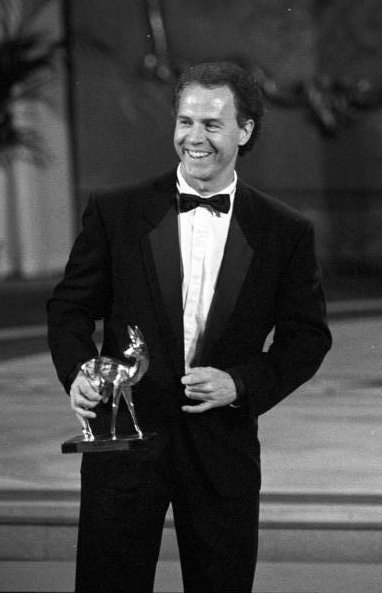
Fotbollsspelaren Franz Beckenbauer hedrades med Bambipriset för tyska landslagets VM-titel år 1990.

Bambipriset eller bara bambi är ett pris som delas ut årligen av Hubert Burda Media för att värdesätta ett förträffligt gjort arbete inom internationell massmedia och television som har påverkat och inspirerat tyskar under året, både från Tyskland och från utlandet. Det började delas ut 1948 och är det äldsta mediapriset i Tyskland. Priset är namngivet efter Felix Saltens bok Bambi och har formen av bokens huvudkaraktär, kidet Bambi. Figurerna gjordes ursprungligen av porslin, men är sedan år 1958 av förgylld brons. Marika Rökk och Jean Marais var de första som mottog priset. Personer som blivit prisbelönta flera gånger är Heinz Rühmann (12), Peter Alexander (10) och Sophia Loren (9).
År 2023 fick svenska Zara Larsson Bambipriset i kategorin Internationell musik och danske  Mads Mikkelsen fick pris i kategorin Internationell skådespelare.